# Napier Dagger
Napier Dagger var en 24-cylindrig H-motor som konstruerades av Frank Halford och tillverkades av Napier & Son under 1930-talet.
Dagger var tänkt att ersätta den framgångsrika Napier Lion. Valet av en H-motor gjorde motorn kompakt och naturligt balanserad eftersom kolvarna i de motliggande cylinderbankarna tog ut varandras rörelsemoment. Det gjorde också att motorn kunde uppnå relativt höga varvtal. Nackdelarna var att motorn var relativt tung för sin storlek, hög ljudnivå och problem med kylningen. Motorn ansågs vara Halfords mästerverk, men nackdelarna gjorde att den inte användes i mer än ett fåtal flygplanstyper, huvudsakligen Hawker Hector och Handley Page Hereford. Den testades också i Hawker Hart och Fairey Battle. Dagger utvecklades under 1940-talet vidare till Napier Sabre som tack vare slidventiler kunde utveckla betydligt högre effekt.